# 북 코직

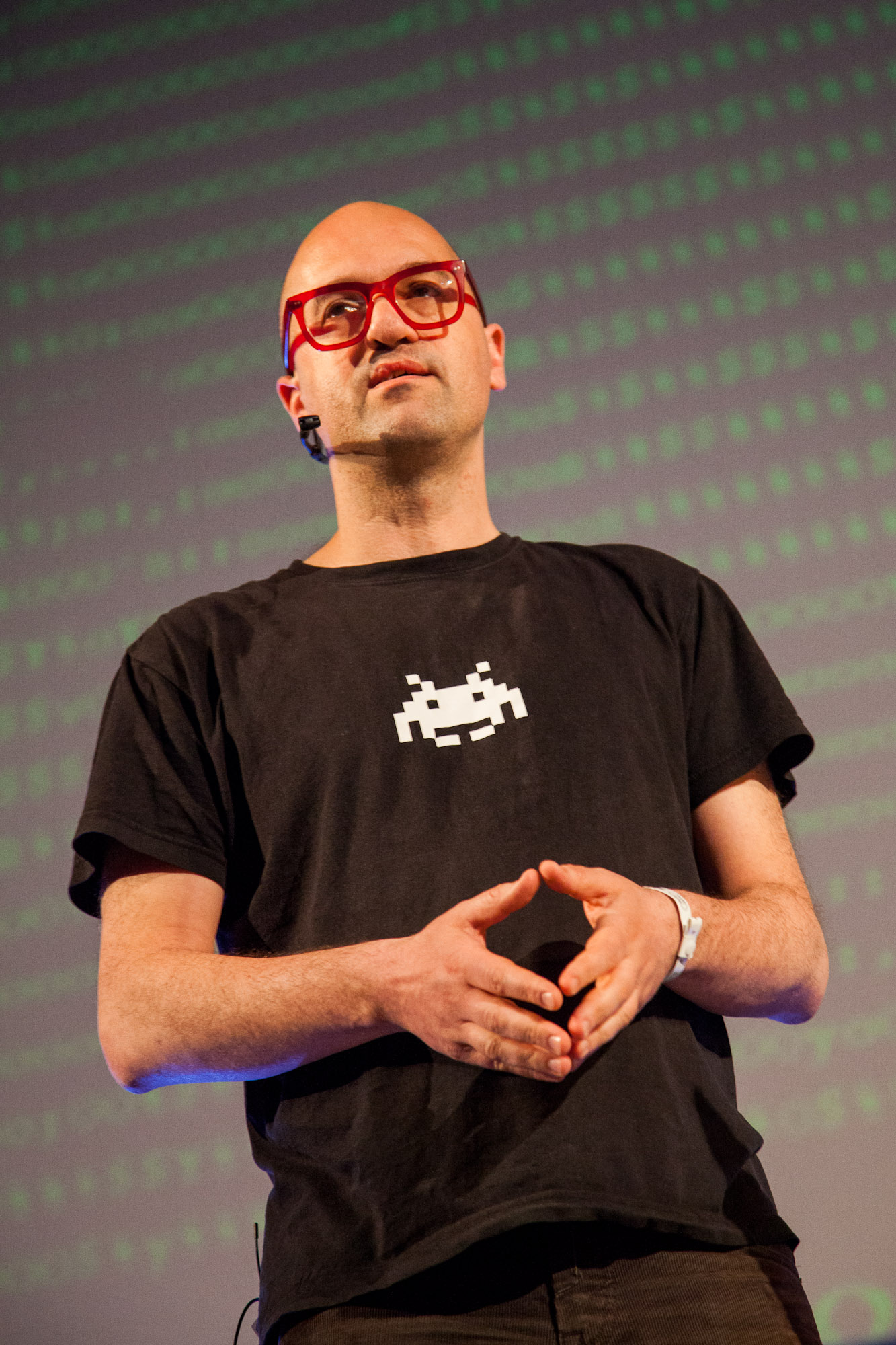
2012년

북 코직(Vuk Ćosić, 1966년 7월 31일~ )은 슬로베니아 출신의 미디어아트 예술가이다.